# Jasione montana
El botón azul (Jasione montana) es una herbácea de la familia de las campanuláceas, aunque a simple vista puede confundirse con una especie de la familia de las asteráceas. Es originaria de Europa.

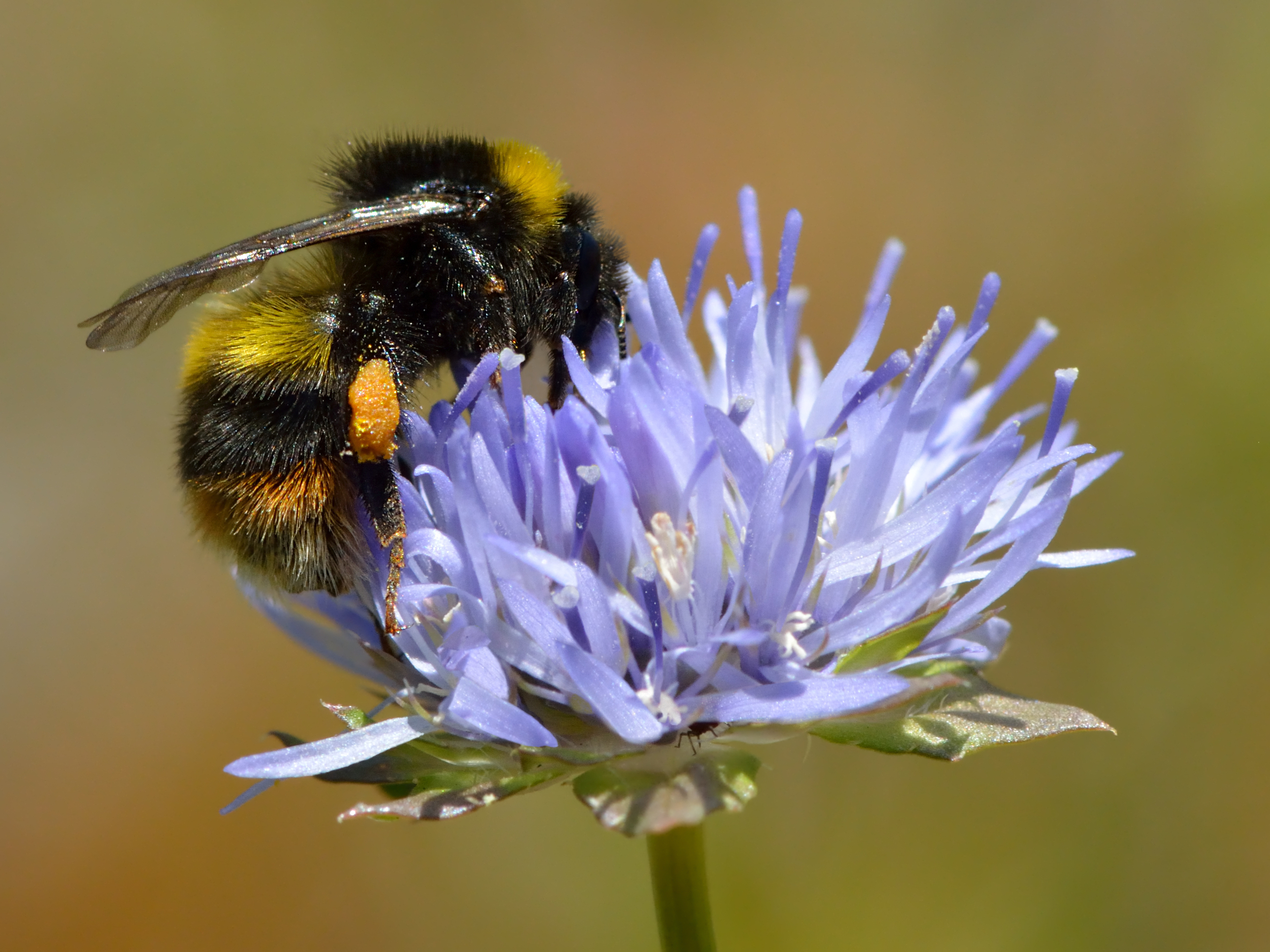

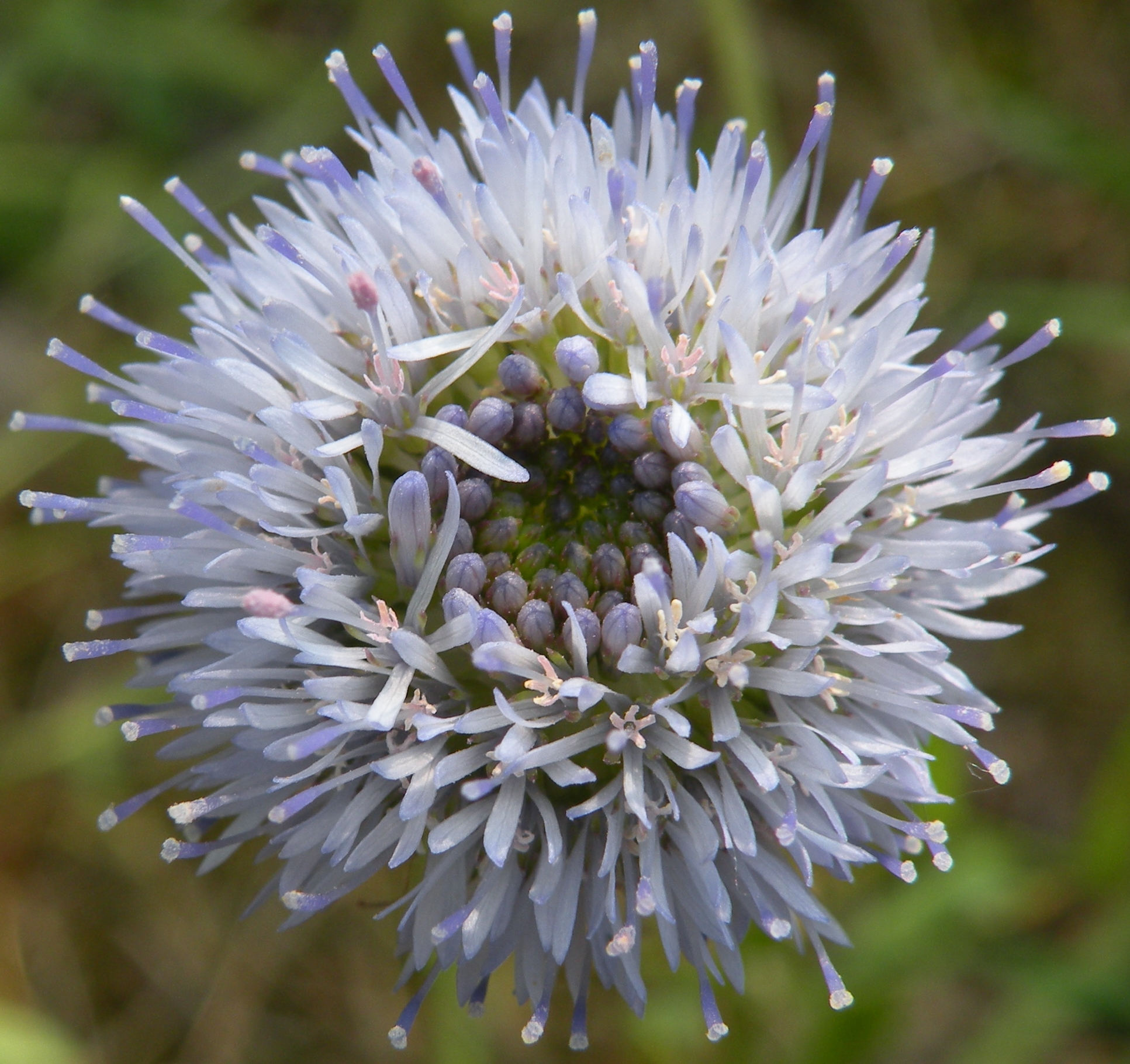
Inflorescencia

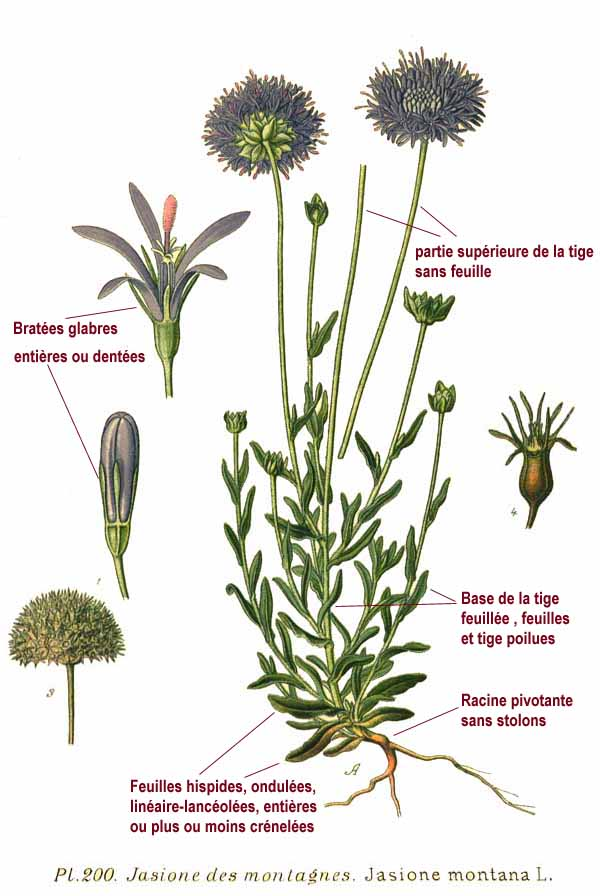
Ilustración

## Descripción
Planta anual o bienal pelosa, de tallos erectos o ascendentes de 5-50 cm, ramosa desde la base, y sin estolones. Hojas ampliamente lineales a lanceoladas, de margen ondulado, enteras o dentadas. Flores azules, raramente blancas, en una cabezuela globular rodeada de brácteas involucrales ovadas a triangulares, normalmente más cortas que las flores. Corola aproximadamente de 5 mm, con 5 lóbulos estrechos. Especie muy variable. Florece desde finales de primavera y a lo largo de todo el verano.

## Hábitat
Lugares herbosos, pastizales efímeros de montaña, brezales, riscos y riberas.

## Distribución
Toda Europa salvo Bélgica, Austria, Islandia, Grecia y Turquía.

## Taxonomía
Jasione montana fue descrita por Carlos Linneo y publicado en Species Plantarum 2: 928–929. 1753.
Variedades
- Jasione montana cornuta (Ball) Greuter & Burdet, Willdenowia 11: 40 (1981).
- Jasione montana montana.

Sinonimia
- Jasione vulgaris Gaterau, Descr. Pl. Montauban: 153 (1789), nom. superfl.
- Phyteuma montanum (L.) C.K.Spreng., Entd. Geheimn. Nat.: 115 (1793).
- Ovilla globulariifolia Bubani, Fl. Pyren. 2: 20 (1899), nom. superfl.[3][4]

## Nombre común
- Castellano: bea, bolra azul, botón azul, diente de oveja, flor de maría azul, té de monte.[5]